# زولتان كوتشيس
زولتان كوتشيس (بالمجرية: Kocsis Zoltán)‏ (و. 1952 – 2016 م) هو عازف بيانو، وموزع (موسيقى)، وملحن، ومعلم موسيقى مجري، ولد في بودابست، يستخدم آلات بيانو، توفي في بودابست، عن عمر يناهز 64 عاماً.

## التعليم
تعلم في أكاديمية الموسيقى، فرانس- ليزتست.

## جوائز
حصل على جوائز منها:
- جائزة كوشوت [الإنجليزية]‏
- جائزة الفنان العظيم المجري  [لغات أخرى]‏
- Hungarian Corvin Chain [الإنجليزية]‏
- جائزة الفنان المجري المُقدَّر  [لغات أخرى]‏
- جائزة فرانز ليست  [لغات أخرى]‏
- وسام الفنون والآداب الفرنسي.

## وصلات خارجية
- زولتان كوتشيس على موقع IMDb (الإنجليزية)
- زولتان كوتشيس على موقع ميوزك برينز (الإنجليزية)
- زولتان كوتشيس على موقع أول ميوزيك (الإنجليزية)
- زولتان كوتشيس على موقع ديسكوغز (الإنجليزية)

- زولتان كوتشيس في قاعدة بيانات الأفلام على الإنترنت